# 조지 하우
조지 하우(George Howe, 3rd Viscount Howe, 1725년경~1758년 7월 6일)는 영국군 준장이다. 제임스 울프는 그를 영국군 최고의 장군으로 설명했다. 그러나 프렌치 인디언 전쟁에서 프랑스가 버티고 있는 카리용 요새를 함락하러 갔다가 카리용 전투가 벌어지기 전날 프랑스군 낙오병들과의 교전을 벌이던 중 포탄에 맞아 전사했다.

## 생애
조지 하우는 2대 하우 자작, 엠마누얼 스크롭 하우와 어머니 마리 소피아 폰 키엘만세그(조지 1세의 조카) 사이에 태어났다. 그의 두 동생들도 유명한 군인으로 리처드 하우 백작과 윌리엄 하우 제5대 자작이 있고,  또 다른 7명의 친족이 있었다. 조지는 노팅엄셔 랑거의 하우 영지 또는 런던 앨비말리 스트리트에 있는 하우의 집에서 태어났다.
1745년 제1보병 근위대의 소위로 군대에 입대했으며, 복무 중 오스트리아 계승 전쟁에서 플란더스 작전에 참가했다. 1746년 플랜더스에서 연합군을 이끌던 컴벌랜드 공작의 부관이 되었다. 1747년 하우는 라우펠트 전투에 참전하였다. 전쟁이 끝난 다음 해인 1749년에 중령으로 승진하였다.
1758년 조지 호수와 챔플레인 호수의 수운을 통제하고 있는 타이컨더로가 요새에 진을 치고 있는 프랑스군의 기습에 대비해서, 제임스 에버크롬비 장군이 이끄는 북미군을 개편했다. 그는 자신이 이끄는 제55연대를 사례로 들어 나머지 군대를 재편하였다. 하우는 제복을 병사들의 허리까지 오도록 짧게 줄이고, 외투에서 모든 레이스 장식을 없앴다. 병사들에 의해 해진 성가신 삼각모는 승마 모자를 닮은 2.5인치로 줄였다. 보병에게는 면을 대체해서 양모로 만든 각반을 지급했다. 과도한 제복과 장비는 없애버렸다. 그리고 병사들의 머리를 짧게 깎았다. 리처드 헉 박사는 “우리는 둥근 머리 군대다!”라고 썼다. 장교들도 그의 개혁에서 벗어날 수 없었다. 그는 자신이 직접 솔선수범하여 머리를 짧게 깎았다. 그는 자신의 옷을 직접 세탁했고, 야전으로 가져온 짐은 소수에 불과했다.
그의 변혁은 단지 유니폼에만 그친 것이 아니라 전술에도 변화를 가져왔다. 1757년 공략 때, 하우 경은 유명한 척후대인 로버트 로저스 소령을 척후에 데리고 왔다. 그는 로저스와 북미에서의 교전과 전술에 대해 논의를 했다. 그는 에버크롬비 군단에 있는 부대에 행진하기, 병진 구성하기, 숲 전투 등에 대해서 가르치기 시작했다. 당시 한 참관자는 하우 경이 그의 55 연대를 능숙한 레인저로 훈련시켰다고 언급을 했다.
많은 역사가들이 하우 경을 경보병의 창시자라고 믿고 있으며, 실제로는 그렇게 편성되어 있지 않았지만, 제55연대를 경보병 연대라고 불렀다. 로던 경이 각 레드코트 대대에 경보병 중대를 만드는 것을 싫어했지만, 이후 토마스 게이지 대령의 80연대가 된 경보병 연대를 늘이자는 제안을 했을 때, 그러한 생각은 접을 수 밖에 없었다. 그들은 붉은 색 대신 갈색 제복을 입었고, 영국군 최초의 경보병 연대였다. 루이스버그 포위전에서 제프리 애머스트 장군은 부하들에게 경보병 중대를 만들라고 지시했다. 그들 중대는 곧 40연대를 지휘하고 있는 조지 스콧 대령의 경보병 대대로 파견되었다. 다음 해 북미 총사령 애머스트는 북미의 각 연대에 경보병 중대를 만들라고 지시했다.